# Laura De Neve
Laura De Neve (9 ottobre 1994) è una calciatrice belga, difensore dell'Anderlecht e della nazionale belga.

## Carriera

### Club
Laura De Neve è cresciuta nelle giovanili del Dender, dove ha giocato fino al 2010, quando all'età di sedici anni si è trasferita all'Anderlecht. Con la maglia bianca e malva dell'Anderlecht, ha giocato fino al 2015 nella BeNe League, competizione mista belga-olandese, e dal 2015 in poi nella Super League, la massima serie del campionato belga. Nel 2017 le è stato assegnato il ruolo di capitano dell'Anderlecht. In campo nazionale ha vinto il campionato belga per tre edizioni consecutive dal 2018 al 2020 e la Coppa del Belgio nel 2013.
Al termine della stagione 2017-2018 ha vinto il premio come migliore calciatrice della Super League belga. Grazie alla vittoria del campionato belga 2017-2018, De Neve ha avuto modo di esordire con la maglia dell'Anderlecht in una competizione internazionale per club, la UEFA Women's Champions League, giocando le tre partite della fase di qualificazione dell'edizione 2018-2019. Nella stagione successiva De Neve ha realizzato la sua prima rete nella competizione nella vittoria per 3-2 sulle norvegesi del LSK Kvinner, che è stata determinante per la qualificazione alla fase a eliminazione diretta della Champions League.

### Nazionale
Laura De Neve ha fatto parte delle selezioni giovanili del Belgio, giocando venticinque partite con la selezione Under-17 e diciannove con la selezione Under-19, scendendo in campo nelle partite di qualificazione alle fasi finali dei campionati europei di categoria.
De Neve è stata convocata per la prima volta da Ives Serneels, selezionatore della nazionale del Belgio, nel settembre 2013 in vista delle prime due partite valide per le qualificazioni al campionato mondiale 2015, facendo l'esordio nella nazionale maggiore nei minuti finali della partita persa per 4-1 contro la Norvegia. Venne convocata anche il mese successivo, giocando la parte finale della partita vinta 7-1 sulla Grecia, valida sempre per le qualificazioni al mondiale canadese.
Dopo aver giocato a inizio 2014 altri minuti in un'amichevole contro la Polonia, De Neve venne convocata nuovamente due anni dopo in occasione dell'Algarve Cup 2016, giocando le tre partite della prima fase. Dalla seconda metà del 2016 è stata regolarmente convocata da Serneels per le amichevoli di preparazione alla fase finale del campionato europeo 2017, mancando la partecipazione alla Cyprus Cup 2017 a causa di un infortunio muscolare, per il quale venne convocata Sarah Wijnants in sua sostituzione. De Neve venne poi inserita da Serneels nella rosa della nazionale belga che ha partecipato al campionato europeo 2017, organizzato nei vicini Paesi Bassi, senza, però, scendere in campo.
Il 19 settembre 2017 ha giocato nella partita vinta per 12-0 dal Belgio sulla Moldavia, valida per le qualificazioni al campionato mondiale 2019, e che ha rappresentato la vittoria più larga della nazionale belga fino ad allora ottenuta. Nonostante una sua rete, la sua prima con la maglia delle red flames, nella partita di andata della semifinale dei play-off, il Belgio è stato eliminato dalla Svizzera, mancando la qualificazione alla fase finale del campionato mondiale. L'8 ottobre 2019 una sua rete, la seconda in nazionale, è stata decisiva nella vittoria per 1-0 in trasferta sulla Romania, valida per le qualificazioni al campionato europeo 2022.

## Statistiche

### Presenze e reti nei club
Statistiche aggiornate al 12 febbraio 2022.
| Stagione          | Squadra           | Campionato        | Campionato | Campionato | Coppe nazionali | Coppe nazionali | Coppe nazionali | Coppe internazionali | Coppe internazionali | Coppe internazionali | Altre coppe | Altre coppe | Altre coppe | Totale | Totale |
| Stagione          | Squadra           | Comp              | Pres       | Reti       | Comp            | Pres            | Reti            | Comp                 | Pres                 | Reti                 | Comp        | Pres        | Reti        | Pres   | Reti   |
| ----------------- | ----------------- | ----------------- | ---------- | ---------- | --------------- | --------------- | --------------- | -------------------- | -------------------- | -------------------- | ----------- | ----------- | ----------- | ------ | ------ |
| 2012-2013         | Anderlecht        | BeNe              | 22         | 0          | CB              | ?               | ?               | -                    | -                    | -                    | -           | -           | -           | 22+    | 0+     |
| 2013-2014         | Anderlecht        | BeNe              | 25         | 0          | CB              | ?               | ?               | -                    | -                    | -                    | -           | -           | -           | 25+    | 0+     |
| 2014-2015         | Anderlecht        | BeNe              | 23         | 0          | CB              | ?               | ?               | -                    | -                    | -                    | -           | -           | -           | 23+    | 0+     |
| 2015-2016         | Anderlecht        | SL                | ?          | ?          | CB              | ?               | ?               | -                    | -                    | -                    | -           | -           | -           | ?      | ?      |
| 2016-2017         | Anderlecht        | SL                | ?          | ?          | CB              | ?               | ?               | -                    | -                    | -                    | -           | -           | -           | ?      | ?      |
| 2017-2018         | Anderlecht        | SL                | ?          | ?          | CB              | ?               | ?               | -                    | -                    | -                    | -           | -           | -           | ?      | ?      |
| 2018-2019         | Anderlecht        | SL                | ?          | ?          | CB              | ?               | ?               | UWCL                 | 3                    | 0                    | -           | -           | -           | 3+     | 0+     |
| 2019-2020         | Anderlecht        | SL                | ?          | ?          | CB              | ?               | ?               | UWCL                 | 4                    | 1                    | -           | -           | -           | 4+     | 1+     |
| 2020-2021         | Anderlecht        | SL                | ?          | ?          | CB              | ?               | ?               | UWCL                 | 2                    | 2                    | -           | -           | -           | 2+     | 2+     |
| 2021-2022         | Anderlecht        | SL                | ?          | ?          | CB              | ?               | ?               | UWCL                 | 0                    | 0                    | -           | -           | -           | 0+     | 0+     |
| Totale Anderlecht | Totale Anderlecht | Totale Anderlecht | 70+        | 0+         |                 | ?               | ?               |                      | 9                    | 3                    |             | -           | -           | 79+    | 3+     |
| Totale carriera   | Totale carriera   | Totale carriera   | 70+        | 0+         |                 | ?               | ?               |                      | 9                    | 3                    |             | -           | -           | 79+    | 3+     |

### Cronologia presenze e reti in nazionale
| Cronologia completa delle presenze e delle reti in nazionale ― Belgio | Cronologia completa delle presenze e delle reti in nazionale ― Belgio | Cronologia completa delle presenze e delle reti in nazionale ― Belgio | Cronologia completa delle presenze e delle reti in nazionale ― Belgio | Cronologia completa delle presenze e delle reti in nazionale ― Belgio | Cronologia completa delle presenze e delle reti in nazionale ― Belgio | Cronologia completa delle presenze e delle reti in nazionale ― Belgio | Cronologia completa delle presenze e delle reti in nazionale ― Belgio |
| Data                                                                  | Città                                                                 | In casa                                                               | Risultato                                                             | Ospiti                                                                | Competizione                                                          | Reti                                                                  | Note                                                                  |
| --------------------------------------------------------------------- | --------------------------------------------------------------------- | --------------------------------------------------------------------- | --------------------------------------------------------------------- | --------------------------------------------------------------------- | --------------------------------------------------------------------- | --------------------------------------------------------------------- | --------------------------------------------------------------------- |
| 25-9-2013                                                             | Oslo                                                                  | Norvegia                                                              | 4 – 1                                                                 | Belgio                                                                | Qual. Mondiali 2015                                                   | -                                                                     | 88’                                                                   |
| 26-10-2013                                                            | Livadia                                                               | Grecia                                                                | 1 – 7                                                                 | Belgio                                                                | Qual. Mondiali 2015                                                   | -                                                                     | 76’                                                                   |
| 8-2-2014                                                              | [[ ]]                                                                 | Belgio                                                                | 1 – 0                                                                 | Polonia                                                               | Amichevole                                                            | -                                                                     | 64’                                                                   |
| 2-3-2016                                                              | Lagos                                                                 | Islanda                                                               | 2 – 1                                                                 | Belgio                                                                | Algarve Cup 2016                                                      | -                                                                     |                                                                       |
| 4-3-2016                                                              | Vila Real de Santo António                                            | Canada                                                                | 1 – 0                                                                 | Belgio                                                                | Algarve Cup 2016                                                      | -                                                                     | 89’                                                                   |
| 7-3-2016                                                              | Albufeira                                                             | Danimarca                                                             | 1 – 2                                                                 | Belgio                                                                | Algarve Cup 2016                                                      | -                                                                     | 39’                                                                   |
| 20-10-2016                                                            | Tubize                                                                | Belgio                                                                | 3 – 0                                                                 | Russia                                                                | Amichevole                                                            | -                                                                     | 65’                                                                   |
| 23-10-2016                                                            | Tubize                                                                | Belgio                                                                | 3 – 1                                                                 | Russia                                                                | Amichevole                                                            | -                                                                     |                                                                       |
| 28-11-2016                                                            | Tubize                                                                | Belgio                                                                | 1 – 3                                                                 | Danimarca                                                             | Amichevole                                                            | -                                                                     | 78’                                                                   |
| 8-4-2017                                                              | Eupen                                                                 | Belgio                                                                | 1 – 4                                                                 | Spagna                                                                | Amichevole                                                            | -                                                                     | 72’                                                                   |
| 7-7-2017                                                              | Montpellier                                                           | Francia                                                               | 2 – 0                                                                 | Belgio                                                                | Amichevole                                                            | -                                                                     | 88’                                                                   |
| 11-7-2017                                                             | Denderleeuw                                                           | Belgio                                                                | 2 – 0                                                                 | Russia                                                                | Amichevole                                                            | -                                                                     | 64’                                                                   |
| 19-9-2017                                                             | Lovanio                                                               | Belgio                                                                | 12 – 0                                                                | Moldavia                                                              | Qual. Mondiali 2019                                                   | -                                                                     |                                                                       |
| 20-10-2017                                                            | Lovanio                                                               | Belgio                                                                | 3 – 2                                                                 | Romania                                                               | Qual. Mondiali 2019                                                   | -                                                                     |                                                                       |
| 24-10-2017                                                            | Penafiel                                                              | Portogallo                                                            | 0 – 1                                                                 | Belgio                                                                | Qual. Mondiali 2019                                                   | -                                                                     |                                                                       |
| 28-2-2018                                                             | Larnaca                                                               | Belgio                                                                | 1 – 2                                                                 | Rep. Ceca                                                             | Cyprus Cup 2018                                                       | -                                                                     |                                                                       |
| 5-3-2018                                                              | Larnaca                                                               | Belgio                                                                | 2 – 0                                                                 | Austria                                                               | Cyprus Cup 2018                                                       | -                                                                     |                                                                       |
| 7-3-2018                                                              | Larnaca                                                               | Sudafrica                                                             | 1 – 2                                                                 | Belgio                                                                | Cyprus Cup 2018 - Finale 5º posto                                     | -                                                                     | 62’                                                                   |
| 6-4-2018                                                              | Lovanio                                                               | Belgio                                                                | 1 – 1                                                                 | Portogallo                                                            | Qual. Mondiali 2019                                                   | -                                                                     |                                                                       |
| 10-4-2018                                                             | Ferrara                                                               | Italia                                                                | 2 – 1                                                                 | Belgio                                                                | Qual. Mondiali 2019                                                   | -                                                                     | 72’                                                                   |
| 31-8-2018                                                             | Botoșani                                                              | Romania                                                               | 0 – 1                                                                 | Belgio                                                                | Qual. Mondiali 2019                                                   | -                                                                     |                                                                       |
| 4-9-2018                                                              | Lovanio                                                               | Belgio                                                                | 2 – 1                                                                 | Italia                                                                | Qual. Mondiali 2019                                                   | -                                                                     |                                                                       |
| 5-10-2018                                                             | Lovanio                                                               | Belgio                                                                | 2 – 2                                                                 | Svizzera                                                              | Qual. Mondiali 2019 - Play-off                                        | 1                                                                     |                                                                       |
| 9-10-2018                                                             | Bienne                                                                | Svizzera                                                              | 1 – 1                                                                 | Belgio                                                                | Qual. Mondiali 2019 - Play-off                                        | -                                                                     |                                                                       |
| 17-1-2019                                                             | Cartagena                                                             | Spagna                                                                | 1 – 1                                                                 | Belgio                                                                | Amichevole                                                            | -                                                                     |                                                                       |
| 20-1-2019                                                             | San Pedro del Pinatar                                                 | Belgio                                                                | 1 – 0                                                                 | Irlanda                                                               | Amichevole                                                            | -                                                                     | 76’                                                                   |
| 27-2-2019                                                             | Larnaca                                                               | Belgio                                                                | 3 – 0                                                                 | Slovacchia                                                            | Cyprus Cup 2019                                                       | -                                                                     | 81’                                                                   |
| 4-3-2019                                                              | Larnaca                                                               | Nigeria                                                               | 0 – 1                                                                 | Belgio                                                                | Cyprus Cup 2019                                                       | -                                                                     |                                                                       |
| 8-4-2019                                                              | Los Angeles                                                           | Stati Uniti                                                           | 6 – 0                                                                 | Belgio                                                                | Amichevole                                                            | -                                                                     |                                                                       |
| 24-5-2019                                                             | Pylos-Nestoras                                                        | Grecia                                                                | 1 – 2                                                                 | Belgio                                                                | Amichevole                                                            | -                                                                     |                                                                       |
| 1-6-2019                                                              | Lovanio                                                               | Belgio                                                                | 6 – 1                                                                 | Thailandia                                                            | Amichevole                                                            | -                                                                     | 75’                                                                   |
| 29-8-2019                                                             | Lovanio                                                               | Belgio                                                                | 3 – 3                                                                 | Inghilterra                                                           | Amichevole                                                            | -                                                                     | 65’                                                                   |
| 3-9-2019                                                              | Lovanio                                                               | Belgio                                                                | 6 – 1                                                                 | Croazia                                                               | Qual. Euro 2022                                                       | -                                                                     |                                                                       |
| 8-10-2019                                                             | Cluj-Napoca                                                           | Romania                                                               | 0 – 1                                                                 | Belgio                                                                | Qual. Euro 2022                                                       | 1                                                                     |                                                                       |
| 8-11-2019                                                             | Zaprešić                                                              | Croazia                                                               | 1 – 4                                                                 | Belgio                                                                | Qual. Euro 2022                                                       | -                                                                     |                                                                       |
| 12-11-2019                                                            | Lovanio                                                               | Belgio                                                                | 6 – 0                                                                 | Lituania                                                              | Qual. Euro 2022                                                       | -                                                                     |                                                                       |
| 4-3-2020                                                              | Parchal                                                               | Nuova Zelanda                                                         | 1 – 1 (7 - 6 dtr)                                                     | Belgio                                                                | Algarve Cup 2020 - Prima fase                                         | -                                                                     |                                                                       |
| 10-3-2020                                                             | Lagos                                                                 | Belgio                                                                | 0 – 4                                                                 | Danimarca                                                             | Algarve Cup 2020 - Finale 5º posto                                    | -                                                                     |                                                                       |
| 18-9-2020                                                             | Lovanio                                                               | Belgio                                                                | 6 – 1                                                                 | Romania                                                               | Qual. Euro 2022                                                       | -                                                                     |                                                                       |
| 22-9-2020                                                             | Thun                                                                  | Svizzera                                                              | 2 – 1                                                                 | Belgio                                                                | Qual. Euro 2022                                                       | -                                                                     |                                                                       |
| 27-10-2020                                                            | Marijampolė                                                           | Lituania                                                              | 0 – 9                                                                 | Belgio                                                                | Qual. Euro 2022                                                       | -                                                                     | 62’                                                                   |
| 1-12-2020                                                             | Lovanio                                                               | Belgio                                                                | 4 – 0                                                                 | Svizzera                                                              | Qual. Euro 2022                                                       | -                                                                     |                                                                       |
| 8-4-2021                                                              | Bruxelles                                                             | Belgio                                                                | 0 – 2                                                                 | Norvegia                                                              | Amichevole                                                            | -                                                                     |                                                                       |
| 11-4-2021                                                             | Bruxelles                                                             | Belgio                                                                | 1 – 0                                                                 | Irlanda                                                               | Amichevole                                                            | -                                                                     | 20’                                                                   |
| 10-6-2021                                                             | Madrid                                                                | Spagna                                                                | 3 – 0                                                                 | Belgio                                                                | Amichevole                                                            | -                                                                     | 78’                                                                   |
| 25-11-2021                                                            | Lovanio                                                               | Belgio                                                                | 19 – 0                                                                | Armenia                                                               | Qual. Mondiali 2023                                                   | -                                                                     | 62’                                                                   |
| 30-11-2021                                                            | Lovanio                                                               | Belgio                                                                | 4 – 0                                                                 | Polonia                                                               | Qual. Mondiali 2023                                                   | -                                                                     |                                                                       |
| 16-2-2022                                                             | San Pedro del Pinatar                                                 | Slovacchia                                                            | 0 – 4                                                                 | Belgio                                                                | Pinatar Cup 2022                                                      | -                                                                     | 45’                                                                   |
| 19-2-2022                                                             | San Pedro del Pinatar                                                 | Galles                                                                | 0 – 0 (1 - 3 dtr)                                                     | Belgio                                                                | Pinatar Cup 2022                                                      | -                                                                     | 64’                                                                   |
| 22-2-2022                                                             | San Pedro del Pinatar                                                 | Belgio                                                                | 0 – 0 (7 - 6 dtr)                                                     | Russia                                                                | Pinatar Cup 2022                                                      | -                                                                     | 46’                                                                   |
| 7-4-2022                                                              | Elbasan                                                               | Albania                                                               | 0 – 5                                                                 | Belgio                                                                | Qual. Mondiali 2023                                                   | -                                                                     | 74’                                                                   |
| 12-4-2022                                                             | Pristina                                                              | Kosovo                                                                | 1 – 6                                                                 | Belgio                                                                | Qual. Mondiali 2023                                                   | -                                                                     | 72’                                                                   |
| 16-6-2022                                                             | Wolverhampton                                                         | Inghilterra                                                           | 3 – 0                                                                 | Belgio                                                                | Amichevole                                                            | -                                                                     | 46’                                                                   |
| 23-6-2022                                                             | Lier                                                                  | Belgio                                                                | 4 – 1                                                                 | Irlanda del Nord                                                      | Amichevole                                                            | -                                                                     |                                                                       |
| 26-6-2022                                                             | Lier                                                                  | Belgio                                                                | 0 – 1                                                                 | Austria                                                               | Amichevole                                                            | -                                                                     |                                                                       |
| 10-7-2022                                                             | Manchester                                                            | Belgio                                                                | 1 – 1                                                                 | Islanda                                                               | Euro 2022 - Fase a gironi                                             | -                                                                     |                                                                       |
| 14-7-2022                                                             | Rotherham                                                             | Francia                                                               | 2 – 1                                                                 | Belgio                                                                | Euro 2022 - Fase a gironi                                             | -                                                                     | 70’                                                                   |
| 22-7-2022                                                             | Leigh                                                                 | Svezia                                                                | 1 – 0                                                                 | Belgio                                                                | Euro 2022 - Quarti di finale                                          | -                                                                     |                                                                       |
| 6-10-2022                                                             | Vizela                                                                | Portogallo                                                            | 2 – 1                                                                 | Belgio                                                                | Qual. Mondiali 2023 - Play-off                                        | -                                                                     | 80’                                                                   |
| Totale                                                                |                                                                       | Presenze                                                              | 59                                                                    |                                                                       | Reti                                                                  | 2                                                                     |                                                                       |

## Palmarès

### Club
- Campionato belga: 5

Anderlecht: 2017-2018, 2018-2019, 2019-2020, 2020-2021, 2021-2022
- Coppa del Belgio: 1

Anderlecht: 2012-2013

### Nazionale
- Pinatar Cup: 1

2022

### Individuale
- Migliore calciatrice del campionato belga: 1

2018